# Abu Khazravi
Abu Khazravi (em persa: ابوخضراوي, também romanizada como Abū Khaẕrāvī; também conhecida como Abū Khaẕrārī, Sabzān e Shelīshāt) é uma aldeia do distrito rural de Minubar, no condado de Abadan, na província de Khuzistão, Irã.
Segundo o censo de 2006, sua população era de 594 habitantes, em 116 famílias.